# Rapala ambasa
Rapala ambasa är en fjärilsart som beskrevs av Hans Fruhstorfer 1912. Rapala ambasa ingår i släktet Rapala och familjen juvelvingar. Inga underarter finns listade.